# Emil Čuprenski
Emil Todorov Čuprenski (in bulgaro Емил Тодоров Чупренски?; Sofia, 14 settembre 1960 – 30 maggio 2025) è stato un pugile bulgaro.

## Palmarès

### Mondiali dilettanti
- 1 medaglia:
  - 1 bronzo (Reno 1986 nei pesi leggeri)

### Europei dilettanti
- 3 medaglie:
  - 2 ori (Varna 1983 nei pesi leggeri; Budapest 1985 nei pesi leggeri)
  - 1 argento (Torino 1987 nei pesi leggeri)